# Solomon Hirsch

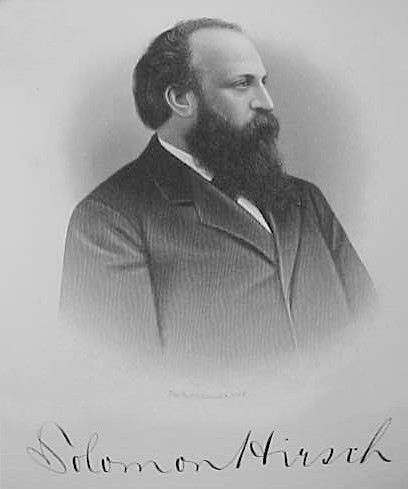
Solomon Hirsch

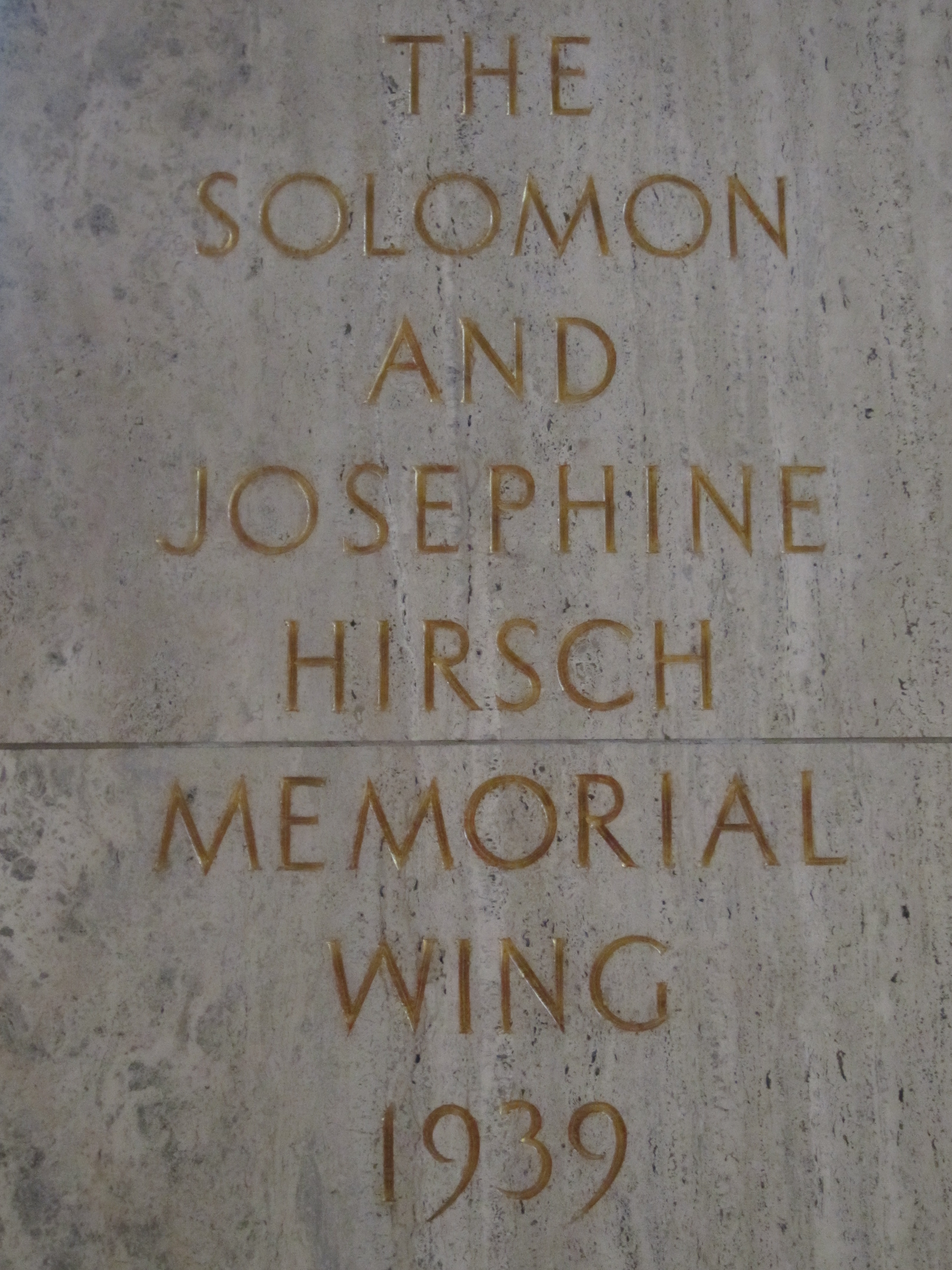
Widmung für Solomon Hirsch und seine Frau Josephine im Portland Art Museum

Solomon Hirsch, auch Salomon Hirsch (geb. 25. März 1839 in Hohebach, Württemberg; gest. 15. Dezember 1902 in Portland, Oregon) war ein deutsch-amerikanischer Politiker, Unternehmer und Botschafter der Vereinigten Staaten im Osmanischen Reich.

## Leben
Solomon Hirsch wurde geboren als Sohn des jüdischen Händlers Samson Hirsch (1780–1844) und seiner zweiten Frau Ela geb. Bär (1795–1845). Nach dem frühen Tod seiner Mutter im Jahr 1845 kam der junge Solomon in das jüdische Waisenhaus nach Esslingen am Neckar. 1854 wanderte er in die USA aus.
1864 wurde Solomon Hirsch Mitinhaber des Großhandelshauses Fleischner, Meyer & Co. in Portland. Er wurde mehrmals in den Senat von Oregon gewählt, dessen Präsident er 1880 wurde.  
Von 1889 bis 1892 war er Botschafter der Vereinigten Staaten im Osmanischen Reich. 
Im Jahr 1870 heiratete Solomon Hirsch Josephine geb. Mayer, die Tochter von Jacob Mayer in Portland. Aus dieser Ehe entstammt die Tochter Ella.
Im Portland Art Museum ist seit 1939 ein Flügel des Museums nach Solomon Hirsch und seiner Frau Josephine benannt.